# Liste der denkmalgeschützten Objekte in Gasen
Die Liste der denkmalgeschützten Objekte in Gasen enthält die 6 denkmalgeschützten, unbeweglichen Objekte der Gemeinde Gasen im steirischen Bezirk Weiz.

## Denkmäler
| Foto |                 | Denkmal                                                                          | Standort                              | Beschreibung | Metadaten |
| ---- | --------------- | -------------------------------------------------------------------------------- | ------------------------------------- | --- | --- |
| ja   | Datei hochladen | Esse des sog. Sensenhammers HERIS-ID: 58506 Objekt-ID: 69207                     | bei Amassegg 43 Standort KG: Amassegg | Der ehemalige Sensenhammer wurde im 19. Jahrhundert aus Bruchsteinmauerwerk errichtet. | BDA-Hist.: Q38083733 Status: Bescheid Stand der BDA-Liste: 2025-06-30 Name: Esse des sog. Sensenhammers GstNr.: 18/2                                                  |
| ja   | Datei hochladen | Pfarrhof HERIS-ID: 51072 Objekt-ID: 56635                                        | Gasen 1 Standort KG: Gasen            | Der Pfarrhof wurde 1765 barock erbaut und 1986 erneuert. | BDA-Hist.: Q38043573 Status: § 2a Stand der BDA-Liste: 2025-06-30 Name: Pfarrhof GstNr.: .4 Pfarrhof Gasen                                                            |
| ja   | Datei hochladen | Kath. Pfarrkirche hl. Oswald und ehem. Friedhof HERIS-ID: 51071 Objekt-ID: 56634 | Standort KG: Gasen                    | Die in Hanglage über dem Ort stehende Pfarrkirche war ursprünglich ein gotischer Bau, von dem noch ein Nordportal und eine Sakramentsnische erhalten sind. 1688 erfuhr die Kirche eine umfassende barocke Umgestaltung und Erweiterung. Im Westen ist der Kirche ein quadratischer Turm mit Zwiebeldach vorgestellt. | BDA-Hist.: Q38043561 Status: § 2a Stand der BDA-Liste: 2025-06-30 Name: Kath. Pfarrkirche hl. Oswald und ehem. Friedhof GstNr.: .5, 30/7 Pfarrkirche hl. Oswald Gasen |
| ja   | Datei hochladen | Stiegenaufgang zur Pfarrkirche HERIS-ID: 86980 Objekt-ID: 101353                 | Standort KG: Gasen                    | Der überdeckte und schräg verlaufende Stiegenaufgang (Friedhofstiagn) wurde 1866 erbaut. | BDA-Hist.: Q37718103 Status: § 2a Stand der BDA-Liste: 2025-06-30 Name: Stiegenaufgang zur Pfarrkirche GstNr.: .6/1 Pfarrkirche hl. Oswald Gasen - stairs             |
| ja   | Datei hochladen | Friedhofskapelle HERIS-ID: 86981 Objekt-ID: 101354                               | Standort KG: Gasen                    | Der alte Friedhof rund um die Kirche wurde von 1850 bis 1852 aufgelassen und auf den jetzigen Platz verlegt. Die Friedhofskapelle entstand bereits 1751. Sie dient seit ihrer Renovierung im Jahre 1993 als Aufbahrungsraum.                                                                                         | BDA-Hist.: Q37718127 Status: § 2a Stand der BDA-Liste: 2025-06-30 Name: Friedhofskapelle GstNr.: .6/3 Cemetery chapel Gasen                                           |
| ja   | Datei hochladen | Sog. Pfarrer-Troadkasten HERIS-ID: 86983 Objekt-ID: 101356                       | Standort KG: Gasen                    | Der Troadkasten war früher Getreidespeicher des Pfarrhofes. Im Jahre 1999 integrierte der Gasner Holzschnitzer Alfred Kopp eine Weihnachtskrippe aus Zirbenholz mit lebensgroßen Figuren in das Gebäude. | BDA-Hist.: Q37718148 Status: § 2a Stand der BDA-Liste: 2025-06-30 Name: Sog. Pfarrer-Troadkasten GstNr.: .6/9 Pfarrer-Troadkasten Gasen                               |